# Hydropsyche exocellata
Hydropsyche exocellata är en nattsländeart som beskrevs av Dufour 1841. Hydropsyche exocellata ingår i släktet Hydropsyche och familjen ryssjenattsländor. Inga underarter finns listade i Catalogue of Life.